# François Augé
Pour les articles homonymes, voir Augé.
Pour l’article ayant un titre homophone, voir François Auger.
François Augé (ou Auger), né le 31 décembre 1733 à La Ferté-sous-Jouarre et mort le 26 février 1783 à Paris, est un acteur français.

## Biographie
Augé joua d’abord la comédie à l’étranger et, dès l’année 1750, parcourait la province en compagnie d’acteurs ambulants. Il joua à Bruxelles en 1754-1755, à Vienne en 1761, puis fit partie de la troupe de Lyon. 
Ce fut dans cette ville, où florissait la comédie, que cet acteur, qui y tenait avec succès l’emploi de la grande casaque, reçut, le 18 janvier 1763, un ordre de début pour la Comédie-Française, à laquelle Armand l’avait signalé comme le seul artiste capable de le remplacer. 
Il y débuta le 14 avril 1763 et se retira en 1782. Il a notamment joué le rôle de Tartuffe à de nombreuses reprises.

## Théâtre

### Carrière à la Comédie-Française
- 1760 : Le Festin de pierre de Thomas Corneille d'après Molière : Sganarelle
- 1765 : L'Avare de Molière : La Flèche[1]
- 1765 : Le Philosophe sans le savoir de Michel-Jean Sedaine : le domestique de Vanderck fils
- 1765 : L'Orpheline léguée de Bernard-Joseph Saurin : Lolive
- 1765 : La Bergère des Alpes de Desfontaines-Lavallée : Pasquin
- 1765 : Tartuffe de Molière : Tartuffe
- 1765 : Crispin rival de son maître d'Alain-René Lesage : La Branche
- 1765 : Les Précieuses ridicules de Molière : Mascarille
- 1765 : Le Legs de Marivaux : Lépine
- 1765 : L'École des femmes de Molière : Enrique
- 1765 : Les Fourberies de Scapin de Molière : Sylvestre
- 1765 : Le Médecin malgré lui de Molière : Sganarelle
- 1765 : Le Café ou l'Écossaise de Voltaire : Wasp
- 1766 : Les Femmes savantes de Molière : Trissotin[2]
- 1766 : Les Plaideurs de Jean Racine : L'Intimé
- 1766 : Le Misanthrope de Molière : Dubois
- 1766 : Le Dépit amoureux de Molière : Mascarille
- 1766 : L'École des maris de Molière : Ergaste
- 1766 : La Coupe enchantée de Jean de La Fontaine et Champmeslé : M. Griffon
- 1766 : Turcaret ou le Financier d'Alain-René Lesage : Frontin
- 1766 : Le Baron d'Albikrac de Thomas Corneille : Philipin
- 1766 : Amphitryon de Molière : Mercure
- 1766 : Le Joueur de Jean-François Regnard : Hector
- 1766 : Nanine de Voltaire : Germon
- 1766 : La Seconde Surprise de l'amour de Marivaux : Lubin
- 1766 : L'Avare de Molière : Maître Jacques
- 1766 : L'Amour médecin de Molière : M. Thomas
- 1766 : Le Malade imaginaire de Molière : M. Fleurant
- 1766 : L'Enfant prodigue de Voltaire : Jasmin
- 1767 : Eugénie de Beaumarchais : Drink
- 1767 : La Métromanie d'Alexis Piron : Mondor
- 1767 : La Comtesse d'Escarbagnas de Molière : Criquet
- 1767 : Le Mariage forcé de Molière : Marphurius
- 1767 : Le Malade imaginaire de Molière : M. Purgon
- 1767 : L'Époux par supercherie de Louis de Boissy : Lafleur
- 1767 : Les Femmes savantes de Molière : Vadius
- 1767 : Le Menteur de Pierre Corneille : Cliton
- 1767 : L'Homme à bonnes fortunes de Michel Baron : Pasquin
- 1767 : Le Menteur de Pierre Corneille : Licas
- 1768 : La Gageure imprévue de Michel-Jean Sedaine : La Fleur
- 1768 : Les Valets maîtres de Marc-Antoine-Jacques Rochon de Chabannes : le valet de chambre travesti en militaire
- 1768 : Monsieur de Pourceaugnac de Molière : Sbrigani
- 1768 : Les Fourberies de Scapin de Molière : Scapin
- 1768 : Le Bourgeois gentilhomme de Molière : Covielle
- 1769 : Le Père de famille de Denis Diderot : Le commandeur d'Auvillé
- 1770 : Le Marchand de Smyrne de Chamfort : André
- 1770 : Le Philosophe sans le savoir de Michel-Jean Sedaine : D'Esparville fils
- 1770 : L'Étourdi de Molière : Mascarille
- 1770 : Les Plaideurs de Jean Racine : Petit-Jean
- 1771 : Le Fabricant de Londres de Charles-Georges Fenouillot de Falbaire de Quingey : William
- 1771 : Don Japhet d'Arménie de Paul Scarron : Foncaral
- 1771 : L'Heureuse rencontre de Madame de Chaumont et Madame Rozet : le sergent
- 1771 : La Mère jalouse de Nicolas Thomas Barthe : Jersac
- 1772 : Le Misanthrope de Molière, Comédie-Française : le garde
- 1773 : Le Centenaire de Molière de Jean-Baptiste Artaud : Tartuffe
- 1773 : L'Assemblée d'Augustin-Théodore Lebeau de Schosne, suivi de L'Apothéose de Molière (ballet) : Robert
- 1773 : La Feinte par amour de Claude-Joseph Dorat : Germain
- 1773 : La Partie de chasse de Henri IV de Charles Collé : Lucas
- 1773 : Amphitryon de Molière : Sosie
- 1774 : Les Amants généreux de Marc-Antoine-Jacques Rochon de Chabannes : l'hôte
- 1775 : Albert Ier d' Antoine Le Blanc de Guillet : Gérard
- 1775 : Le Barbier de Séville de Beaumarchais : Bazile
- 1775 : Le Gâteau des rois de Barthélemy Imbert : Villaudin
- 1776 : L'École des mœurs de Charles-Georges Fenouillot de Falbaire : Jonathan
- 1777 : L'Inconséquent ou les Soubrettes de Pierre Laujon : Dubois
- 1778 : L'Homme personnel de Nicolas Thomas Barthe : Dupré
- 1778 : L'Impatient d'Étienne-François de Lantier : La Fleur
- 1780 : Les Étrennes de l'amitié, de l'amour et de la nature de Dorvigny : M. Prudhomme
- 1780 : Clémentine et Desormes de Jacques-Marie Boutet de Monvel : St Germain
- 1780 : Les Noces houzardes de Dorvigny : Lafleur
- 1782 : Henriette ou la Fille déserteur de Mademoiselle Raucourt : Mikaïl

## Sources
- Emmanuel Vingtrinier, Le Théâtre à Lyon au XVIIIe siècle, Lyon, Meton, 1879, p. 458-9.
- Base documentaire La Grange sur le site de la Comédie-Française (pièces et rôles joués)